# 図佳線
図佳線（とかせん）は吉林省図們市から黒龍江省ジャムス市（佳木斯市）を結ぶ中国国鉄の鉄道路線である。

## 概要
吉林省と黒龍江省東部の重要な交通路で、沿線の重要市・県として図們、汪清、寧安、牡丹江、林口、ジャムスを経由する。全長は580.2kmで図們 - 牡丹江間を牡図線（ぼとせん）、牡丹江 - ジャムス間を牡佳線（ぼかせん）とも称する。図們から老廟までが吉林省に、老松嶺からジャムスまでは黒龍江省に属する。図們から146.224km（鹿道 - 斗溝子間）までが瀋陽局、それ以北はハルビン局の管轄である。牡丹江 - 林口間が複線化されており、全線非電化である。

## 歴史
- 1933年6月：着工
- 1937年7月：開通[4]

## 駅一覧
図們 - 図們北 - 石峴 - 三道溝 - 新興 - 汪清 - 大興溝 - 廟嶺 - 天橋嶺 - 駱駝山 - 春陽 - 老廟 - 老松嶺 - 鹿道 - 斗溝子 - 馬蓮河 - 東京城 - 石頭 - 蘭崗 - 寧安 - 温春 - 海浪 - 卡路屯 - 牡丹江 - 富江鎮 - 八達溝 - 樺林 - 柴河 - 五林 - 朱家溝 - 宝林 - 楚山 - 向陽 - 林口 - 古城鎮 - 亜河 - 青山 - 虎山 - 佛嶺 - 通天屯 - 勃利 - 大西 - 杏樹 - 倭肯 - 閻家 - 樺南 - 八虎力 - 孟家崗 - 申家店 - 長発屯 - 東ジャムス - ジャムス（佳木斯）

## 接続路線
- 図們駅：長図線、図琿線
- 牡丹江駅：浜綏線
- 林口駅：林密線
- 勃利駅：勃七線
- ジャムス駅：綏佳線、佳富線、鶴崗線、哈佳線